# Order „Za zasługi” (Ukraina)
Order „Za Zasługi” (ukr. Орден «За заслуги», Orden «Za zasłuhy») – państwowe odznaczenie ukraińskie, ustanowione w 1996 roku. Nadaje się go także obcokrajowcom lub osobom nieposiadającym obywatelstwa.
Przyznawany jest w trzech stopniach za wybitne zasługi w ekonomicznej, naukowej, społeczno-kulturalnej, wojskowej, państwowej, publicznej oraz innych sferach aktywności społecznej na rzecz Ukrainy.
| Insygnia orderu | Insygnia orderu | Insygnia orderu     | Insygnia orderu | Insygnia orderu      | Insygnia orderu |
|                 | I klasa         | II klasa z mieczami | II klasa        | III klasa z mieczami | III klasa       |
| --------------- | --------------- | ------------------- | --------------- | -------------------- | --------------- |
| odznaka         |                 |                     |                 |                      |                 |
| gwiazda         |                 | nie istnieje        | nie istnieje    | nie istnieje         | nie istnieje    |
| baretka         |                 |                     |                 |                      |                 |